# Avengers: Infinity War (Soundtrack)
Die Musik zum Film Avengers: Infinity War  wurde von Alan Silvestri komponiert und am 18. Mai 2018 als CD veröffentlicht.

## Entstehung
Die Musik zum Film Avengers: Infinity War  wurde von Alan Silvestri komponiert.

## Veröffentlichung
Der von Marvel Music und Hollywood Records veröffentlichte Soundtrack mit Silvestris Filmmusik, der insgesamt 23 Musikstücke umfasst und in der Deluxe Edition weitere 30, erschien am 27. April 2018 als Download und am 18. Mai 2018 als CD.

## Titellisten
Titelliste Standard
1. The Avengers (0:25)
2. Travel Delays (2:43)
3. Undying Fidelity (5:05)
4. He Won’t Come Out (2:31)
5. We Both Made Promises (2:22)
6. Help Arrives (4:21)
7. Hand Means Stop (2:37)
8. You Go Right (4:26)
9. Family Affairs (3:51)
10. What More Could I Lose? (3:36)
11. A Small Price (3:17)
12. Even for You (2:14)
13. More Power (4:07)
14. Charge! (3:28)
15. Forge (4:22)
16. Catch (6:04)
17. Haircut and Beard (3:02)
18. A Lot to Figure Out (2:01)
19. The End Game (2:17)
20. I Feel You (2:48)
21. What Did It Cost? (2:25)
22. Porch (0:59)
23. Infinity War (2:35)

Deluxe Edition
1. The Avengers (0:25)
2. Travel Delays (Extended) (4:43)
3. Undying Fidelity (5:05)
4. No More Surprises (4:04)
5. He Won’t Come Out (Extended) (3:39)
6. Field Trip (3:36)
7. Wake Him Up (4:04)
8. We Both Made Promises (Extended) (4:27)
9. Help Arrives (Extended) (5:38)
10. Hand Means Stop/You Go Right (Extended) (7:18)
11. One Way Ticket (3:27)
12. Family Affairs (Extended) (5:37)
13. What More Could I Lose? (Extended) (5:07)
14. A Small Price (3:17)
15. Even for You (2:15)
16. Morning After (2:08)
17. Is He Always Like This? (3:23)
18. More Power (4:07)
19. Charge! (3:28)
20. Forge (4:22)
21. Catch (6:04)
22. Haircut and Beard (Extended) (3:51)
23. A Lot to Figure Out (Extended) (3:08)
24. The End Game (Extended) (2:34)
25. Get That Arm/I Feel You (Extended) (4:45)
26. What Did It Cost? (Extended) (3:35)
27. Porch (0:59)
28. Infinity War (2:35)
29. Old Tech (1:06)
30. End Credits (7:31)

## Charterfolge
Am 4. Mai 2017 stieg der Soundtrack auf Platz 6 in die britischen Soundtrack Album Charts Top 50 ein. Am 11. Mai 2018 stieg er auf Platz 5 in die US-amerikanischen Soundtrack Album-Charts und auf Platz 92 in  die Billboard 200  ein.

## Auszeichnungen
Im Rahmen der Oscarverleihung 2019 befand sich der Film in einer Shortlist in der Kategorie Beste Filmmusik.